# Sultan Ahmed-moskee (Delft)
De Sultan Ahmed-moskee was de eerste moskee in de stad Delft, in de Nederlandse provincie Zuid-Holland.  De moskee dateert uit 1995 en werd in 2007 uitgebreid. De moskee is gebouwd in Ottomaanse architectuur en bevat één minaret.